# Laskowiec (województwo mazowieckie)
Laskowiec – wieś sołecka w Polsce położona w województwie mazowieckim, w powiecie ostrołęckim, w gminie Rzekuń.
| SIMC    | Nazwa      | Rodzaj    |
| ------- | ---------- | --------- |
| 0519452 | Podkoszary | część wsi |
| 0519469 | Rogal      | część wsi |

Na terenie miejscowości znajduje się Zakład Poprawczy i Schronisko dla Nieletnich.
Wierni Kościoła rzymskokatolickiego należą do parafii św. Wojciecha Biskupa i Męczennika w Ostrołęce.
Do Laskowca dojeżdża autobus nr. 5 z Rzekunia. Trasa obsługiwana jest przez MZK Ostrołęka.

## Historia
Pierwsza wzmianka o Laskowcu pochodzi z dokumentu erekcyjnego parafii w Rzekuniu z 1413 roku. W tym czasie rycerzowi z Korzkwi na Kujawach przekazana została przez księcia Siemowita III osada Susk. Rycerz po otrzymaniu posiadłości zaczął ją zagospodarowywać, zakładając nowe osady ludzkie, pierwszą taką osadę nazwał Susk Laskowiec. We wsi istniał folwark mający 1072 morgów gruntów rolnych, który został rozparcelowany w 1882 r.
Wieś szlachecka położona była w drugiej połowie XVI wieku w powiecie ostrołęckim ziemi łomżyńskiej. 
W latach 1921–1939 wieś leżała w województwie białostockim, w powiecie łomżyńskim, w gminie Rzekuń.
Według Powszechnego Spisu Ludności z 1921 roku wieś zamieszkiwało 321 osób, 314 było wyznania rzymskokatolickiego, 7 mojżeszowego. Jednocześnie wszyscy mieszkańcy zadeklarowali polską przynależność narodową. Było tu 59 budynków mieszkalnych. Miejscowość należała do parafii rzymskokatolickiej w m. Rzekuń. Podlegała pod Sąd Grodzki w Ostrołęce i Okręgowy w Łomży; właściwy urząd pocztowy mieścił się w Rzekuniach.
W latach 1939–1941 wieś jak i część gminy Rzekuń przyłączono do ZSRR, Sowieci wysiedlili mieszkańców wsi, tłumacząc to bliskością granicy z Niemcami. W czerwcu 1941 r. zaplanowano wywiezienie mieszkańców Laskowca w głąb ZSRR, lecz w przeddzień zaplanowanych wywózek Niemcy hitlerowskie napadły na ZSRR.
Szczególnych zniszczeń wieś doznała w 1944 r., gdy na jej terenie stała Armia Czerwona i przez pół roku stał front na Narwi. Mieszkańcy na około pół roku byli wysiedleni do okolicznych wsi gdzie najczęściej mieszkali w ziemiankach. Po drugiej stronie rzeki stali Niemcy i trwało ostrzeliwanie się. Wieś uległa całkowitemu zniszczeniu.
W latach 1975–1998 miejscowość administracyjnie należała do województwa ostrołęckiego.
W 2011 r. wieś zamieszkiwały 1193 osoby.